# Lista de episódios de DuckTales
A seguir segue uma lista de episódios da série animada de televisão DuckTales. A série narra as aventuras do Tio Patinhas, personagem das histórias em quadrinhos da Disney criado por Carl Barks, junto com seus sobrinhos-netos Huguinho, Zezinho e Luisinho, além de vários outros personagens criados exclusivamente para a série. Apesar dos três sobrinhos originalmente surgirem nos curtas animados na década de 1930 do Pato Donald, a sua caracterização em DuckTales está mais aproximada a dos quadrinhos de Barks.
Embora o Pato Donald tenha sido um dos personagens principais nos quadrinhos do Tio Patinhas, ele  apareceu em poucos episódios de Ducktales. Isso porque, o Pato Donald sempre foi muito popular na Disney e a proposta da série sempre foi mostrar o Universo do Tio Patinhas, tornando seu sobrinho um personagem que aparecia raramente.
A série foi ao ar pela primeira vez em 1987, com a primeira temporada, totalizando 65 episódios. Dez episódios estrearam durante a segunda temporada e mais 18 na terceira. Três episódios produzidos para a terceira temporada foram retidos para a transmissão até o outono de 1990. Quatro episódios adicionais foram produzidos explicitamente para esta curta temporada final, totalizando 100 episódios para a série, com seu episódio final indo ao ar em 28 de novembro de 1990. 

## 1ª temporada
- O episódio 8 Where No Duck Has Gone Before - Onde Nenhum Pato Já Foi é sátira e referencia clara as sagas das séries Jornada nas Estrelas e Jornada nas Estrelas: A Nova Geração já que nas séries inspiradoras o lema da tripulação das espaçonaves USS Enterprise (NCC-1701) e USS Enterprise (NCC-1701-D)"Audaciosamente indo onde ninguém jamais esteve"

| № | #  | Titulo | Dia de Transmissão original |
| --- | -- | --- | --------------------------- |
| 1 | 1  | "Don't Give Up the Ship - Não Abandone o Navio" "Treasure of the Golden Suns (Part 1) - O Tesouro dos Sóis Dourados (Parte 1)"   | 18 de setembro de 1987      |
| O Pato Donald se junta à Marinha e deixa os seus sobrinhos Huguinho, Zezinho e Luisinho para viverem com o seu Tio Patinhas. Enquanto isso, um homem misterioso chamado "El Capitán" busca a ajuda dos Irmãos Metralha para roubar um estranho mapa de tesouro que está com o Tio Patinhas. |    | |                             |
| 2 | 2  | "Wronguay In Ronguay - Patinhas Vai Para Ronguay" "Treasure of the Golden Suns (Part 2) - O Tesouro dos Sóis Dourados (Parte 2)" | 18 de setembro de 1987      |
| Depois de derrotarem os Irmãos Metralha, Tio Patinhas e seus sobrinhos decifram a estranha marcação no mapa, o que os leva a um navio contendo um tesouro afundado em Ronguay. No entanto, o Pão Duro Mac Mônei e El Capitán também estão atrás desse tesouro. |    | |                             |
| 3 | 3  | "Three Ducks of the Condor - A Moeda do Poder" "Treasure of the Golden Suns (Part 3) - O Tesouro dos Sóis Dourados (Parte 3)"    | 18 de setembro de 1987      |
| Ao encontrar a localização do Vale dos Sóis de Ouro, Tio Patinhas começa uma expedição para encontrar o tesouro. Ele recorre ao Professor Pardal para construir um avião especial pilotado pelo Capitão Bóing. Patinhas também é acompanhado pelo seu sobrinho Donald que está com uma licença de três dias da marinha. Os patos devem obter a outra metade do mapa, mas para isso, precisam chegar a uma fortaleza escondida nas montanhas. |    | |                             |
| 4 | 4  | "Cold Duck - Patos Frios" "Treasure of the Golden Suns (Part 4) - O Tesouro dos Sóis Dourados (Parte 4)"                         | 18 de setembro de 1987      |
| O Capitão Bóing, a Madame Patilda, sua neta Patrícia e os três sobrinhos do Patinhas precisam encontrar-se com ele e também achar a segunda metade do mapa do tesouro que está em Antártica. |    | |                             |
| 5 | 5  | "Too Much of a Gold Thing - Ouro Até Dizer Chega" "Treasure of the Golden Suns (Part 5) - O Tesouro dos Sóis Dourados (Parte 5)" | 18 de setembro de 1987      |
| Tio Patinhas desenvolve uma febre do ouro enquanto ele e sua turma partem em direção para o Vale dos Sóis de Ouro, sem saberem que, o tempo todo estão sendo perseguidos pelo asqueroso El Capitán. |    | |                             |
| 6 | 6  | "Send in the Clones - Clonagens Patalójikas"                                                                                     | 21 de setembro de 1987      |
| Maga Patalójika faz uma aliança temporária com os Irmãos Metralha para atacarem o Tio Patinhas. Enquanto, eles a ajudam a roubar a moedinha Nº 1, a Maga os ajudaria a roubar a caixa-forte do Patinhas. E para isso, ela transforma os Metralhas em cópias dos sobrinhos do Patinhas e a si mesma em Madame Patilda. Poderão os sobrinhos impedir os planos da Maga e dos Metralhas? |    | |                             |
| 7 | 7  | "Sphinx for the Memories - Donald Finge de Esfinge"                                                                              | 22 de setembro de 1987      |
| Uma antiga civilização egípcia sequestra Donald para que ele possa receber um espírito de um Faraó. Cabe a Patinhas e os meninos salvá-lo dos egípcios. |    | |                             |
| 8 | 8  | "Where No Duck Has Gone Before - Onde Nenhum Pato Já Foi"                                                                        | 23 de setembro de 1987      |
| Os meninos partem para conhecer o seu ídolo, o Major Coragem, um astro de um programa de televisão de ficção científica das empresas Patinhas. No entanto, a nave criada pelo Professor Pardal acidentalmente lança todos para o espaço e agora o Capitão Bóing, o único piloto de verdade a bordo, é o único herói que pode salvá-los dos alienígenas. |    | |                             |
| 9 | 9  | "Armstrong - Capacildo, o Robô"                                                                                                  | 24 de setembro de 1987      |
| Pardal cria um novo robô chamado "Capacildo" e o apresenta a família de Patinhas para fazer todo o trabalho para eles. No entanto, o robô começa a enlouquecer e decide dominar o mundo. Cabe ao Capitão Bóing e os meninos impedi-lo. |    | |                             |
| 10 | 10 | "Robot Robbers - Assaltantes Robôs"                                                                                              | 25 de setembro de 1987      |
| Depois do incidente com o robô Capacildo, Pardal constrói robôs gigantes comandados por operários de Mac Mônei. Contudo, ele acaba tendo seus robôs roubados e comandados pela Mãe Metralha e os Irmãos Metralha. Agora, o Tio Patinhas e o Capitão Bóing precisam derrotar os robôs para salvar Patópolis dos roubos dos Metralhas. Ausentes: Huguinho, Zezinho e Luisinho Nota: Episódio baseado em uma história de Carl Barks. |    | |                             |
| 11 | 11 | "Magica's Shadow War - A Guerra das Sombras"                                                                                     | 28 de setembro de 1987      |
| Maga Patalójika usa sua própria sombra em uma magia para roubar a Moedinha Número Um. Mas seus planos fracassam, quando a sombra ganha vida própria. Agora, o único jeito da Maga derrotar essa sombra maligna será unindo forças com seu maior inimigo: o Tio Patinhas. |    | |                             |
| 12 | 12 | "Master of the Djinni - Um Gênio, Dois Amos, Três Pedidos"                                                                       | 29 de setembro de 1987      |
| Tio Patinhas e Mac Mônei disputam a lâmpada do gênio de Aladdin em uma corrrida pelo deserto da Arábia. No entanto, o gênio faz os dois voltarem no tempo. |    | |                             |
| 13 | 13 | "Hotel Strangeduck - Hotel Patusquela"                                                                                           | 30 de setembro de 1987      |
| Tio Patinhas e os sobrinhos reformam um castelo antigo para transformá-lo em um hotel, sem saberem que este foi uma vez possuído por um cientista louco, mas ele não acredita que o lugar é assombrado. |    | |                             |
| 14 | 14 | "Lost Crown of Genghis Khan - A Coroa Perdida de Genghis Khan"                                                                   | 01 de outubro de 1987       |
| Tio Patinhas, Capitão Bóing e os meninos partem em busca de uma coroa nos Himalaias, que é guardada por uma fera que vive no meio da neve. Nota: Episódio baseado em uma história de Carl Barks de mesmo nome. |    | |                             |
| 15 | 15 | "Duckman of Aquatraz - O Pato de Aquatraz"                                                                                       | 02 de outubro de 1987       |
| Tio Patinhas é acusado de roubar uma pintura da galeria de arte de Mac Mônei e enviado para uma prisão em Aquatraz. |    | |                             |
| 16 | 16 | "The Money Vanishes - O Dinheiro Desaparece"                                                                                     | 05 de outubro de 1987       |
| Os Irmãos Metralha roubam um controle portátil de teletransporte do Professor Pardal e o usam para roubar a fortuna do Tio Patinhas. |    | |                             |
| 17 | 17 | "Sir Gyro de Gearloose - Sir Pardal"                                                                                             | 06 de outubro de 1987       |
| O Professor Pardal, cansado de ser encarado como um "simples inventor", constrói uma máquina que usa para viajar no tempo com Huguinho, Zezinho e Luisinho e assim voltar para a Idade Média. Ausente: Tio Patinhas |    | |                             |
| 18 | 18 | "Dinosaur Ducks - Patossauros"                                                                                                   | 07 de outubro de 1987       |
| Tio Patinhas e Capitão Bóing exploram uma terra onde os dinossauros ainda vivem. As crianças também embarcam na viagem escondidos deles. |    | |                             |
| 19 | 19 | "Hero for Hire - Procura-se um Herói"                                                                                            | 08 de outubro de 1987       |
| Depois de ser demitido pelo Tio Patinhas, Capitão Bóing é enganado pelos Irmãos Metralha para realizar uma série de assaltos a bancos disfarçados de cenas de filme. Ausentes: Huguinho, Zezinho e Luisinho |    | |                             |
| 20 | 20 | "Superdoo! - Super Pato" | 09 de outubro de 1987       |
| Após um período difícil no acampamento, Asnésio encontra acidentalmente um cristal alienígena que lhe concede inúmeros super poderes. Mas os extraterrestres que perderam esse cristal, o querem de volta. Ausente: Tio Patinhas |    | |                             |
| 21 | 21 | "Maid of the Myth - Vikings à Vista"                                                                                             | 12 de outubro de 1987       |
| A Madame Patilda é raptada por viquingues da Mitologia Nórdica e cabe a Patinhas e os outros resgatá-la. |    | |                             |
| 22 | 22 | "Down & Out in Duckburg - Caixa Alta em Baixa"                                                                                   | 13 de outubro de 1987       |
| Uma dívida de família faz com que Patinhas perca toda a sua fortuna e agora ele precisa encontrar um barril de pérolas para assim recuperar novamente sua riqueza. Nota: Baseado em uma história de Carl Barks. |    | |                             |
| 23 | 23 | "Much Ado About Scrooge - Vender ou Não Vender, Eis a Questão"                                                                   | 14 de outubro de 1987       |
| Patinhas e os meninos encontram uma peça perdida do dramaturgo famoso William Quackespeare. Mas, um vendedor mestre também está interessado nessa peça. |    | |                             |
| 24 | 24 | "Top Duck - Autos Patos" | 15 de outubro de 1987       |
| A família do Capitão Bóing aparece em um show de exibição de aviões. Enquanto isso, o novo jato dos Irmãos Metralha está pronto para roubar todo o dinheiro do Tio Patinhas. |    | |                             |
| 25 | 25 | "Pearl of Wisdom - Pérola da Sabedoria"                                                                                          | 16 de outubro de 1987       |
| Patinhas descobre que uma pérola que comprou irá conceder-lhe a sabedoria infinita, uma vez que ele a levá-la de volta à sua terra natal. Mas, Bafo de Onça está interessado em roubar essa pérola. |    | |                             |
| 26 | 26 | "The Curse of Castle McDuck - A Maldição do Castelo Patinhas"                                                                    | 19 de outubro de 1987       |
| Patinhas e os sobrinhos visitam a antiga casa de seu velho tio na Escócia, quando são envolvidos em um mistério em torno do Castelo Mac Patinhas, envolvendo druidas e o terrível "Mastim". Nota: Episódio baseado em uma história de Carl Barks. |    | |                             |
| 27 | 27 | "Launchpad's Civil War - A Guerra Civil do Capitão Bóing"                                                                        | 20 de outubro de 1987       |
| Capitão Bóing parte para um vilarejo onde encontra antigos soldados veteranos que serviram o seu antepassado, Desastrôncio Bóing, o qual havia perdido uma batalha. Então, o Capitão trabalha para vingar a honra de sua família, reunindo os antigos veteranos para uma "revanche". Ausente: Tio Patinhas |    | |                             |
| 28 | 28 | "Sweet Duck of Youth - Doce Pato da Juventude"                                                                                   | 21 de outubro de 1987       |
| Tio Patinhas, Capitão Bóing e os meninos viajam para a Flórida em busca de uma lendária fonte da juventude da mitologia espanhol. Lá, eles precisam enfrentar um velho ermitão. |    | |                             |
| 29 | 29 | "Earth Quack - Os Terremotos" | 22 de outubro de 1987       |
| Tio Patinhas e os meninos descobrem que jogos olímpicos são realizados pelos "Fabricantes de Terremoto" dentro de uma habitação subterrânea. O grande impacto está forçando grandes terremotos que podem destruir a Caixa-Forte e assim, fazer com que o dinheiro de Patinhas caia no subsolo. Nota: Baseado em uma história de Carl Barks. |    | |                             |
| 30 | 30 | "Home Sweet Homer - Passado de Grego"                                                                                            | 23,de outubro de 1987       |
| De acordo com a mitologia grega, Circe, uma maligna bruxa do passado, transporta acidentalmente Patinhas e os meninos de volta à época da Grécia Antiga, onde eles encontram-se com Homero. |    | |                             |
| 31 | 31 | "Bermuda Triangle Tangle - Bonança do Triângulo das Bermudas"                                                                    | 26 de outubro de 1987       |
| Tio Patinhas e os sobrinhos partem para descobrir porque os seus navios estão desaparecendo no Triângulo das Bermudas. |    | |                             |
| 32 | 32 | "Micro Ducks from Outer Space - Micropatos do Espaço"                                                                            | 27,de outubro de 1987       |
| Tio Patinhas recebe a visita de Micropatos do Espaço. Ele acidentalmente usa um dispositivo de mudança de tamanho alienígena e assim, acaba encolhendo-se junto com os meninos e Patrícia e eles ficam com o tamanho de formigas. Nota: Baseado em uma história de Carl Barks. |    | |                             |
| 33 | 33 | "Back to the Klondike - De Volta a Klondike"                                                                                     | 28 de outubro de 1987       |
| Tio Patinhas leva as crianças para conhecerem o Klondike, região onde garimpou seu ouro e assim conseguiu ficar rico. Lá, eles se encontraram com Dora Cintilante, a antiga namorada do Tio Patinhas. Nota: Baseado em uma história de Carl Barks. |    | |                             |
| 34 | 34 | "Horse Scents - Um Amor de Cavalo"                                                                                               | 29 de outubro de 1987       |
| Tio Patinhas e Mac Mônei apostam em seus cavalos em uma grande corrida. Enquanto isso, Patrícia tenta defender uma égua de seu horrível dono. |    | |                             |
| 35 | 35 | "Scrooge's Pet - O Mascote do Tio Patinhas"                                                                                      | 30 de outubro de 1987       |
| Tio Patinhas perde a nova combinação da Caixa-Forte graças a um lemming que ganhou dos meninos como animal de estimação. Então, eles partem para a Noruega com o Capitão Bóing, para encontrarem esse mesmo lemming que está com a combinação do cofre. Nota: Baseado em uma história de Carl Barks. |    | |                             |
| 36 | 36 | "A Drain on the Economy - Uma Fortuna por Água Abaixo" "Catch as Cash Can (Part 1) - A Competição Pela Fruta Luminosa (Parte 1)" | 02 de novembro de 1987      |
| Tio Patinhas e o Pão-Duro Mac Mônei entram em um concurso para medirem suas fortunas e assim descobrirem quem é o mais rico. O vencedor se tornará o pato mais rico do mundo e também o novo corretor de vendas de uma nova fruta luminosa de Macaroon. Mac Mônei está disposto a vencer a competição de qualquer maneira e recruta os Irmãos Metralha para que eles assaltem a Caixa-Forte do Patinhas. |    | |                             |
| 37 | 37 | "A Whale of a Bad Time - Uma Baleia que Chateia" "Catch as Cash Can (Part 2) - A Competição Pela Fruta Luminosa (Parte 2)"       | 03 de novembro de 1987      |
| Tio Patinhas tenta transportar sua fortuna para Macaroon, utilizando um submarino secreto da marinha e assim evitar possíveis ataques do seu rival desonesto Mac Mônei. Donald também está a bordo do submarino para ajudar seu velho tio a proteger sua fortuna. Contudo, um cientista contratado por Mac Mônei os enfrenta e no fim, toda a fortuna do Tio Patinhas cai no fundo do mar. |    | |                             |
| 38 | 38 | "Aqua Ducks - Aqua Patos" "Catch as Cash Can (Part 3) - A Competição Pela Fruta Luminosa (Parte 3)"                              | 04 de novembro de 1987      |
| Tio Patinhas juntamente com o Capitão Bóing, o Professor Pardal e Asnésio partem dentro do Oceano, descendo a muitas profundidades com um super submarino a fim de resgatar todo o seu dinheiro. Lá eles encontram uma cidade habitada por homens peixes e agora precisam enfrentá-los para conseguirem sair de lá. Nota: Episódio baseado em uma história de Carl Barks. Ausentes: Huguinho, Zezinho e Luisinho |    | |                             |
| 39 | 39 | "Working for Scales - Pesando Fortunas" "Catch as Cash Can (Part 4) - A Competição Pela Fruta Luminosa (Parte 4)"                | 05 de novembro de 1987      |
| Chega o grande dia do concurso. Mac Mônei e os Irmãos Metralha tentam certificar-se de que o Tio Patinhas não ganhará o concurso e o atacam tentando roubar sua fortuna. Agora, Patinhas conta com o Capitão Bóing, o Professor Pardal e os seus três sobrinhos para vencer o inescrupuloso Mac Mônei. |    | |                             |
| 40 | 40 | "Merit-Time Adventure - Emblemas de Mérito"                                                                                      | 06 de novembro de 1987      |
| Surge um monstro marinho que ataca a frota de transporte do Tio Patinhas. Enquanto isso, Huguinho, Zezinho, Luisinho, Patrícia e Asnésio competem para ver quem poderá ganhar o distintivo de melhor escoteiro-mirim do mar. |    | |                             |
| 41 | 41 | "The Golden Fleecing - O Velocino de Ouro"                                                                                       | 16 de novembro de 1987      |
| Depois de ficar sabendo sobre o encontro do Capitão Bóing com várias Harpias, Tio Patinhas parte com os sobrinhos para procurar o Velocino de Ouro lendário. No entanto, o velo é guardado por um terrível dragão. Nota: Episódio baseado em uma história de Carl Barks. Participação Especial: Professor Ludovico |    | |                             |
| 42 | 42 | "Ducks of the West - Patos do Oeste"                                                                                             | 17 de novembro de 1987      |
| Tio Patinhas e os meninos partem para o Texas para descobrir porque os poços de petróleo estão secando. |    | |                             |
| 43 | 43 | "Time Teasers - Pirados no Tempo"                                                                                                | 18 de novembro de 1987      |
| O Professor Pardal inventa um relógio que permite que qualquer pessoa possa se mover muito rápido. Mas, os Irmãos Metralha conseguem roubá-lo e aproveitam para roubar todo o dinheiro do Tio Patinhas. As coisas pioram quando o grupo acaba viajando no tempo e se encontrando com terríveis piratas liderados pelo Capitão Bafo de Onça. |    | |                             |
| 44 | 44 | "Back Out in the Outback - Aventura na Austrália"                                                                                | 19 de novembro de 1987      |
| Um objeto voador não identificado está atacando as ovelhas do Tio Patinhas. Então, ele parte para a Austrália com o Capitão Bóing e os meninos para descobrir o que está acontecendo. Para piorar as coisas, Patrícia acaba se perdendo na floresta. |    | |                             |
| 45 | 45 | "Raiders of the Lost Harp - Os Ladrões da Harpa Perdida"                                                                         | 20 de novembro de 1987      |
| Tio Patinhas encontra uma harpa mágica que pode decifrar se alguém está mentindo ou não. No entanto, Maga Patalójika também deseja possuir essa mesma harpa e parte para roubá-la do Patinhas. Ao mesmo tempo, o guardião da harpa, uma estátua de pedra de um Minotauro gigante, aparece para pegá-la de volta. |    | |                             |
| 46 | 46 | "The Right Duck - O Pato Certo"                                                                                                  | 23 de novembro de 1987      |
| Depois de ser demitido "novamente" pelo Tio Patinhas, o Capitão Bóing entra em um programa espacial, e, acidentalmente, acaba sendo enviado para Marte. Asnésio também está com ele em sua viagem. A dupla acaba se encontrando com terríveis marcianos que estão dispostos à atacar a Terra. |    | |                             |
| 47 | 47 | "Scroogerello - Patinhas Cinderelo"                                                                                              | 24 de novembro de 1987      |
| Tio Patinhas está muito doente e delirando muito. Patrícia conta a história da Cinderela e assim, o velho Patinhas tem um sonho que parodia esse mesmo conto de fadas, sonhando com ele mesmo junto com seus sobrinhos, Patilda, Leopoldo, Bóing, Pardal, Mac Mônei, os Metralhas e sua amada Dora Cintilante. |    | |                             |
| 48 | 48 | "Double-O-Duck - 00 Boing" | 25 de novembro de 1987      |
| O Capitão Bóing se torna um agente secreto temporário disfarçado de Bruno Von Bico, para combater uma poderosa organização estrangeira criminosa. Nota: Depois desse episódio surgiu a ideia da criação da série Darkwing Duck. Ausentes: Huguinho, Zezinho e Luisinho. |    | |                             |
| 49 | 49 | "Luck o' the Ducks - Depende do Duende"                                                                                          | 26 de novembro de 1987      |
| Depois de encontrar um duende, Tio Patinhas parte para a Irlanda, junto com o Capitão Bóing e os meninos. Lá, ele acredita que encontrará uma vasta fortuna de ouro. No entanto, os duendes não estão dispostos a entregar sua fortuna. |    | |                             |
| 50 | 50 | "Duckworth's Revolt - A Revolta de Leopoldo"                                                                                     | 27 de novembro de 1987      |
| Depois de ser demitido pelo Tio Patinhas, Leopoldo acaba sendo sequestrado, junto com os meninos, por alienígenas e escravizado a bordo de sua nave espacial, juntamente com dezenas de outros extraterrestres sequestrados. |    | |                             |
| 51 | 51 | "Magica's Magic Mirror & Take Me Out of the Ballgame - O Espelho Mágico da Maga Patalógika & Dando Tratos a Bola"                | 30 de novembro de 1987      |
| Na primeira parte do episódio, Maga Patalójika usa um par de espelhos mágicos para tentar roubar a Moedinha Número Um do Tio Patinhas. Na segunda parte, Leopoldo se torna o treinador dos escoteiros-mirins em um jogo de beisebol e eles jogam contra os Metralhinhas, sobrinhos dos Irmãos Metralha. |    | |                             |
| 52 | 52 | "Duck to the Future - O Futuro do Patinhas"                                                                                      | 01 de dezembro de 1987      |
| Maga Patalójika envia o Tio Patinhas para o futuro e consegue enfim roubar a Moedinha Número Um e assim tomar posse de toda sua fortuna. Agora, o Tio Patinhas precisa recuperar a sua moedinha da sorte e voltar para o passado, mas antes disso terá de enfrentar a terrível Maga. |    | |                             |
| 53 | 53 | "Jungle Duck - Pato das Selvas"                                                                                                  | 02 de dezembro de 1987      |
| Enquanto acompanha o Tio Patinhas em mais uma aventura, a Madame Patilda encontra um príncipe que ajudou a criar quando ele ainda era criança, mas que se perdeu na selva e agora se tornou um "Tarzan das Selvas". |    | |                             |
| 54 | 54 | "Launchpad's First Crash - A Primeira Queda do Capitão Boing"                                                                    | 03 de dezembro de 1987      |
| Tio Patinhas e o Capitão Bóing relembram quando se conheceram e como foi sua primeira viagem em uma aventura em busca de vários diamantes. Ausentes: Huguinho, Zezinho e Luisinho |    | |                             |
| 55 | 55 | "Dime Enough for Luck - Sorte Azarada"                                                                                           | 04 de dezembro de 1987      |
| Gastão, o sobrinho sortudo do Tio Patinhas acaba sendo enfeitiçado pela Maga Patalójika para roubar a Moedinha Número Um para ela e como resultado, ele acaba sendo amaldiçoado com má sorte. Então, o Tio Patinhas e o Gastão partem até o Monte Vesúvio para recuperarem a moedinha e também a sorte de ambos. Ausentes: Huguinho, Zezinho e Luisinho |    | |                             |
| 56 | 56 | "Duck in the Iron Mask - O Pato da Máscara de Ferro"                                                                             | 07 de dezembro de 1987      |
| Tio Patinhas, Capitão Bóing e os meninos fazem uma viagem para visitar um velho amigo seu, Conde Roy. No entanto, Patinhas nem imagina que o Conde tem um irmão gêmeo maligno. Ele prende Roy com uma máscara de ferro e Patinhas e os outros num calabouço, assumindo assim a identidade do seu irmão. Cabe a Huguinho, Zezinho e Luisinho, os irmãos trigêmeos, salvarem o dia e derrotar o gêmeo malvado. |    | |                             |
| 57 | 57 | "The Uncrashable Hindentanic - O Dirigível Hindentanic"                                                                          | 08 de dezembro de 1987      |
| Tio Patinhas faz uma aposta com o Pão-Duro Mac Mônei dizendo que pode ganhar dinheiro com um dirigível chamado Hindentanic. Os sobrinhos e os empregados do Patinhas partem em sua primeira viagem inaugural, mas Mac Mônei também está a bordo do Hindentanic e faz de tudo para que o dirigível seja sabotado e assim consiga ganhar a aposta do Patinhas. Agora, os Caçadores de Aventura precisam tomar cuidado com o dirigível e seus passageiros. |    | |                             |
| 58 | 58 | "The Status Seekers - Falta Sociedade"                                                                                           | 09 de dezembro de 1987      |
| Buscando o respeito de outros membros da elite de Patópolis, Tio Patinhas parte em uma viagem com os sobrinhos e seus amigos para encontrar uma máscara. No entanto, o chefe do Clube dos Milionários também tem interesse nessa máscara e para impedir que o Patinhas a encontre primeiro, ele busca a ajuda dos "Irmãos Metralhas de Sangue Azul". Nota: Episódio baseado em uma história de Carl Barks. |    | |                             |
| 59 | 59 | "Nothing to Fear - Medo de Arremedo"                                                                                             | 14 de dezembro de 1987      |
| Tio Patinhas, Leopoldo, Asnésio e os meninos são intimidados por uma nuvem de chuva que gera os seus piores medos. Eles nem imaginam que por trás de tudo isso, está a terrível bruxa Maga Patalójika. |    | |                             |
| 60 | 60 | "Dr. Jekyll & Mr. McDuck - Dr. Jekyll & Sr. Patinhas"                                                                            | 23 de dezembro de 1987      |
| Tio Patinhas torna-se vítima de uma poção que faz com que ele seja obsessivo em doar seu próprio dinheiro. Cabe a seus sobrinhos encontrar um antídoto antes que ele acabe com toda a sua fortuna. O vilão por trás disso é o assaltante infame Jack Rasteiro. Por outro lado, auxiliando os escoteiros-mirins está o super-detetive, Shedlock Jones. |    | |                             |
| 61 | 61 | "Once Upon a Dime - A Moedinha Número Um"                                                                                        | 24 de dezembro de 1987      |
| Tio Patinhas conta a história de como conseguiu toda a sua fortuna. Desde os seus tempos de engraxate na Escócia, onde ganhou a Moedinha Número Um, trabalhando com seu tio em um barco a vapor e por fim chegando ao Klondike, onde encontrou o seu ouro e assim, tornando-se um pato de negócios, mudando-se posteriormente para Patópolis. Nota: Episódio baseado em várias histórias de Carl Barks que contam a juventude do Tio Patinhas. |    | |                             |
| 62 | 62 | "Spies in Their Eyes - Olhos Que Espiam"                                                                                         | 25 de dezembro de 1987      |
| Uma mulher hipnotizadora controla Donald fazendo com que ele lhe entregue um dispositivo de controle remoto para um submarino que pertence as empresas Patinhas construídos para a marinha. Como consequência, Donald será expulso da marinha por traição, a menos que o Tio Patinhas e os meninos possam limpar seu nome. |    | |                             |
| 63 | 63 | "All Ducks on Deck - Donald Bravatas e Batatas"                                                                                  | 30 de dezembro de 1987      |
| Donald conta uma história fantasiosa para os seus sobrinhos dizendo que era um super-herói da marinha. Huguinho, Zezinho e Luisinho embarcam escondidos no super-navio onde seu tio é marinheiro e descobrem que as histórias do Donald eram falsas. Então, os trigêmeos tentam fazer do seu tio Donald um verdadeiro herói, mas acabam fracassando. Enquanto isso, o Mancha Negra sequestra o Tio Patinhas e o Capitão Bóing tornando-os como prisioneiros na Ilha do Gato. |    | |                             |
| 64 | 64 | "Ducky Horror Picture Show - Horror Aspatacular"                                                                                 | 31 de dezembro de 1987      |
| Tio Patinhas resolve investir em um negócio que financia um grupo formado por monstros baseados em filmes de terror. |    | |                             |
| 65 | 65 | "Till Nephews Do Us Part - Até que os Sobrinhos nos Separem"                                                                     | 01 de janeiro de 1988       |
| Tio Patinhas se apaixona por uma bilionária chamada Millioneira Vanderpato e está disposto a casar com ela. Huguinho, Zezinho, Luisinho e Patrícia descobrem, que ela apenas está interessada no dinheiro do Tio Patinhas. Millioneira pretende mandar os meninos para um colégio interno e despedir Patilda e Leopoldo. Os meninos então, começam a fazer de tudo para impedir o casamento, mas em vão. No dia da cerimônia, estão presentes o Capitão Bóing, o Professor Pardal, o Pato Donald e mais alguns amigos e inimigos do Tio Patinhas. Contudo, antes da cerimônia começar, surge uma convidada especial: Dora Cintilante. |    | |                             |

## 2ª temporada
| № | #  | Titulo | Dia de Transmissão original |
| --- | -- | --- | --------------------------- |
| 66 | 1  | "Marking Time - Voltando no Tempo" "Time Is Money (Part 1) - Tempo é Dinheiro (Parte 1)"                      | 24 de novembro de 1988      |
| Tio Patinhas compra uma das ilhas do Pão-Duro Mac Mônei, sabendo que ela abriga uma grande mina de diamantes. Ao descobrir isso, Mac Mônei manda os Irmãos Metralha explodirem a ilha, que acaba sendo dividida em duas partes e assim, Patinhas perde a sua mina de diamantes para o seu rival. Determinado a recuperá-la de volta, Patinhas pede a ajuda do Professor Pardal para voltar no tempo e assim evitar a explosão. Pardal constrói uma máquina do tempo e assim, Patinhas, junto com o Capitão Bóing e os sobrinhos, viajam para o passado. Mas Bóing, acidentalmente erra as coordenadas da máquina e assim, faz com que todos voltem há 1 milhão de anos, onde eles se encontram com Bubba, um pato das cavernas e Dedão, um Triceratops, que é seu animal de estimação. |    | |                             |
| 67 | 2  | "The Duck Who Would Be King - O Pato que Podia ser Rei" "Time Is Money (Part 2) - Tempo é Dinheiro (Parte 2)" | 24 de novembro de 1988      |
| Em sua tentativa de voltar ao presente, Tio Patinhas, Capitão Bóing, os sobrinhos, Bubba e Dedão chegam a um tempo onde existe um antigo reino aterrorizado por um tirano. |    | |                             |
| 68 | 3  | "Bubba Trubba - Bubba Encrenqueiro" "Time Is Money (Part 3) - Tempo é Dinheiro (Parte 3)"                     | 24 de novembro de 1988      |
| Após o seu regresso ao presente, Tio Patinhas manda o Professor Pardal consertar imediatamente a máquina do tempo para assim, enviar Bubba de volta para o passado. Ao mesmo tempo, Mac Mônei descobre que o Tio Patinhas conseguiu alterar o tempo e assim teve a mina de diamantes de volta. Então, ele manda os Irmãos Metralha sequestrarem Bubba, que os leva até a Caixa-Forte. Lá, Tio Patinhas culpa Bubba por todos os seus problemas. |    | |                             |
| 69 | 4  | "Ducks on the Lam - Patos na Lama" "Time Is Money (Part 4) - Tempo é Dinheiro (Parte 4)"                      | 24 de novembro de 1988      |
| Os Irmãos Metralha expulsam o Tio Patinhas e o Bubba da Caixa-Forte. Contudo, eles não podem sair de lá, porque Patinhas os cercou com a polícia e o exército. Então, os bandidos resolvem se defender usando o sistema de defesa da Caixa-Forte. Enquanto isso, Patinhas e Bubba acabam tendo uma série de problemas que por fim, levam os dois a cadeia. Patinhas pede perdão a Bubba e os dois finalmente se tornam amigos. Então, eles escapam da prisão e partem para proteger a ilha de diamantes do Mac Mônei. |    | |                             |
| 70 | 5  | "Ali Bubba's Cave - A Caverna de Ali Bubba" "Time Is Money (Part 5) - Tempo é Dinheiro (Parte 5)"             | 24 de novembro de 1988      |
| Tio Patinhas, junto com o Capitão Bóing e os meninos, tenta chegar a tempo para pagar Mac Mônei e assim não perder a ilha de diamantes. Enquanto isso, Bubba e Dedão, depois de voltarem ao passado, se sentem solitários e tentam voltar para o presente. |    | |                             |
| 71 | 6  | "Liquid Assets - A Mudança" "Super Ducktales (Part 1) - Super Ducktales (Parte 1)"                            | 26 de março de 1989         |
| A fim de mudar a Caixa-Forte de lugar, após os Irmãos Metralha secretamente alterarem a nova rota de estrada, como parte de seu plano para o aniversário da Mamãe Metralha, Tio Patinhas contrata um contador chamado Patralhão. Ele jogou todo o dinheiro do Tio Patinhas dentro de uma represa pensando que lá seria um lugar seguro. Mas, os Metralhas atacam a represa com super cupins e agora o dinheiro do Patinhas está nas mãos dos bandidos mascarados. Nota: Episódio baseado em uma história de Carl Barks. |    | |                             |
| 72 | 7  | "Frozen Assets - Bens Congelados" "Super Ducktales (Part 2) - Super Ducktales (Parte 2)"                      | 26 de março de 1989         |
| Tio Patinhas consegue recuperar o seu dinheiro após congelar o lago dos Irmãos Metralha e com a ajuda do Capitão Bóing, o leva para o novo local onde está a Caixa-Forte. Ao mesmo tempo, Patralhão perde acidentalmente a Moedinha Número Um que cai nas mãos dos Irmãos Metralha. Patralhão faz várias tentativas para recuperá-la, mas fracassa. Então, ele encontra um traje de um robô cibernético criado pelo Professor Pardal e assim, acaba tornando-se o super-herói Robopato. Ele recupera a Número Um, mas, deixa para trás o manual de instruções sobre como usar o traje que cai nas mãos dos Metralhas. |    | |                             |
| 73 | 8  | "Full Metal Duck - O Pato de Metal" "Super Ducktales (Part 3) - Super Ducktales (Parte 3)"                    | 26 de março de 1989         |
| O Robopato torna-se o novo ídolo do povo de Patópolis. Mas, isto dura por pouco tempo. A Mamãe Metralha encontra o manual de instruções e manda o seu filho mais inteligente, Megabyte Metralha, construir um controle remoto com o qual conseguiriam dominar o Robopato. |    | |                             |
| 74 | 9  | "The Billionaire Beagle Boys Club - Robopato" "Super Ducktales (Part 4) - Super Ducktales (Parte 4)"          | 26 de março de 1989         |
| Após os Irmãos Metralha conseguirem controlar o Robopato, eles o mandam roubar toda a fortuna do Tio Patinhas para eles, incluindo a sua Caixa-Forte e a sua Mansão. Os Metralhas ainda conseguem fazer com que a polícia prenda o Tio Patinhas. Agora, restam os sobrinhos Huguinho, Zezinho e Luisinho, conseguirem o controle remoto dos Metralhas e assim salvar o dia. |    | |                             |
| 75 | 10 | "Money to Burn - A Viagem Espacial" "Super Ducktales (Part 5) - Super Ducktales (Parte 5)"                    | 26 de março de 1989         |
| Robôs alienígenas invadem Patópolis e roubam a Caixa-Forte do Tio Patinhas com todo o seu dinheiro. Eles pretendem derreter a Caixa-Forte para assim, conseguirem mais metal. Tio Patinhas então, viaja para o espaço junto com o Capitão Bóing e o Robopato. Durante a busca, o líder dos robôs descobre que o Robopato não é um robô de verdade e assim, revela sua identidade secreta para o Patinhas. No final, usando seu cérebro, Patralhão consegue ser mais esperto que o robô alienígena, permitindo-lhe recuperar o seu traje e assim, salva Patinhas e Bóing, além de recuperar a Caixa-Forte. No caminho de volta para a Terra, um acidente não intencional do Capitão Bóing, faz com que a Caixa-Forte pouse exatamente no seu local de origem, a Colina "Mata-Motor".    |    | |                             |

## 3ª temporada
| № | #  | Titulo                                                               | Dia de Transmissão original |
| --- | -- | -------------------------------------------------------------------- | --------------------------- |
| 76 | 1  | "The Land of Trala La - A Terra de Trala La"                         | 18 de setembro de 1989      |
| Tio Patinhas desenvolve uma doença que faz com que ele não queira mais saber de dinheiro. Então, para se recuperar, ele viaja para um vilarejo conhecido como Trala-Lá, com o Capitão Bóing, o Patralhão e os meninos. Em Trala-Lá, o dinheiro simplesmente não existe. Assim, finalmente Patinhas recupera sua saúde. Mas, logo o plano acaba fracassando, quando Patralhão, acidentalmente faz com que os moradores passem a usar tampinhas de garrafa como moeda. Nota: Baseado em uma história de Carl Barks. |    |                                                                      |                             |
| 77 | 2  | "Allowance Day - O Dia da Mesada"                                    | 19 de setembro de 1989      |
| Para receberem as suas mesadas antes do tempo, os sobrinhos enganam o Tio Patinhas fazendo-o acreditar que é sábado, em vez de sexta-feira, resultando em uma confusão em todo o mundo. |    |                                                                      |                             |
| 78 | 3  | "Bubbeo & Juliet - A Namorada de Bubba"                              | 20 de setembro de 1989      |
| Nesta paródia de Romeu e Julieta, Bubba se apaixona pela filha dos novos vizinhos que tiveram uma briga com o Tio Patinhas. |    |                                                                      |                             |
| 79 | 4  | "The Good Muddahs - As Irmãs Metralha"                               | 21 de setembro de 1989      |
| As Irmãs Metralha, primas do sexo feminino dos Irmãos Metralha, sequestram Patrícia e começam a praticar roubos em Patópolis. |    |                                                                      |                             |
| 80 | 5  | "My Mother the Psychic - Minha Mãe, a Vidente"                       | 22 de setembro de 1989      |
| A mãe do Patralhão sofre um ataque de choque ao tentar consertar a sua televisão. Porém, a Sra. Patralhão ganha habilidades psíquicas, que permitem que ela tenha previsões do futuro. Logo, ela é contratada pelo Tio Patinhas que ganha muito dinheiro com suas previsões. No entanto, acaba sendo raptada pelo Pão-Duro Mac Mônei. Agora, o Patralhão usando o traje de Robopato precisa salvar sua mãe do asqueroso Pão-Duro. Ausentes: Huguinho, Zezinho e Luisinho.                                         |    |                                                                      |                             |
| 81 | 6  | "Metal Attraction - Atração Metálica"                                | 02 de novembro de 1989      |
| Uma empregada robô construída pelo Professor Pardal, acaba enlouquecendo quando se apaixona pelo Robopato. Com isso, Patralhão tem dois problemas, pois além de enfrentar a robô maluca, também precisa reconquistar a sua amada Gandra. |    |                                                                      |                             |
| 82 | 7  | "Dough Ray Me - Dinheiro, Dinheiro, Dinheiro"                        | 03 de novembro de 1989      |
| O Professor Pardal cria um invento que faz com que as moedas se dupliquem e se espalhem em Patópolis, causando assim, uma grande inflação. |    |                                                                      |                             |
| 83 | 8  | "Bubba's Big Brainstorm - A Lavagem Cerebral de Bubba"               | 06 de novembro de 1989      |
| As notas de Bubba na escola são muito baixas. Então, o Professor Pardal usa uma das suas invenções mais recentes para aumentar o QI de Bubba. Com isso, Bubba torna-se muito inteligente, se transformando em um verdadeiro gênio. Tio Patinhas não perde tempo e usa a inteligência de Bubba para ajudá-lo a encontrar tesouros espalhados pelo mundo. Contudo, o novo Bubba também torna-se arrogante, o que acaba irritando os sobrinhos do Tio Patinhas.                                                      |    |                                                                      |                             |
| 84 | 9  | "The Big Flub - A Grande Demanda"                                    | 07 de novembro de 1989      |
| Patralhão produz uma série de comerciais para o Tio Patinhas, mas com isso, acaba criando uma demanda para um produto inexistente. Em desespero, ele usa um novo chiclete inventado pelo Pardal, que não teve tempo de ser aperfeiçoado. Embora bem sucedido no início, logo o chiclete se torna um problema quando faz as pessoas flutuarem no ar. |    |                                                                      |                             |
| 85 | 10 | "A Case of Mistaken Secret Identity - A Identidade Secreta"          | 08 de novembro de 1989      |
| Os sobrinhos do Tio Patinhas estão investigando para tentar descobrir a identidade secreta do Robopato. Segundo eles, o super-herói metálico não é ninguém menos que o Capitão Bóing. Patralhão não se conforma de não ser reconhecido como o super-herói, enquanto o Tio Patinhas acha melhor assim, pois não haveria suspeitas deles descobrirem a verdade. Contudo, uma série de problemas aparecem, quando o Capitão Bóing começa a fingir que é realmente o Robopato.                                        |    |                                                                      |                             |
| 86 | 11 | "Blue Collar Scrooge - O Romance de Patinhas"                        | 09 de novembro de 1989      |
| Tio Patinhas sofre um acidente e acaba tendo uma amnésia. Então, ele começa a namorar com a mãe do Patralhão e depois de trabalhar nas empresas Patinhas, percebe o quanto explorava seus empregados e acaba protestando contra si mesmo. |    |                                                                      |                             |
| 87 | 12 | "Beaglemania - Metralhomania"                                        | 10 de novembro de 1989      |
| Os Irmãos Metralha tornam-se o mais recente grupo de rock de Patópolis, conseguindo um grande sucesso e causando um grande desgosto para o Tio Patinhas. |    |                                                                      |                             |
| 88 | 13 | "Yuppy Ducks - Mini Milionários"                                     | 13 de novembro de 1989      |
| Tio Patinhas sofre com uma doença rara, devido a sua rotina de nadar no dinheiro e acaba internado num hospital. Então, os sobrinhos e o Bubba tomam conta dos negócios do Patinhas durante sua ausência, mas acabam perdendo tudo. Para piorar as coisas, os Irmãos Metralha souberam da ausência do Patinhas e estão dispostos a assaltar a Caixa-Forte. |    |                                                                      |                             |
| 89 | 14 | "The Bride Wore Stripes - O Casamento de Patinhas"                   | 14 de novembro de 1989      |
| A Mamãe Metralha cria um novo plano. Ela finge que está casada com o Tio Patinhas, a fim de herdar sua fortuna. O Tio Patinhas tenta provar que eles não são casados, mas a justiça fica a favor da Mamãe Metralha. Assim, os Metralhas se mudam para a Mansão Patinhas, causando a maior bagunça e enfurecendo o Tio Patinhas, que precisa pensar em um contra-golpe para se livrar da quadrilha. |    |                                                                      |                             |
| 90 | 15 | "The Unbreakable Bin - Material Indestrutível"                       | 15 de novembro de 1989      |
| Tio Patinhas adquire um vidro especial criado pelo Professor Pardal, que faz com que a Caixa-Forte se torne invulnerável a ataques de ladrões, como os Irmãos Metralha. Nada, nem mesmo as magias mais poderosas da Maga Patalójika podem destruir o vidro. Isto é, a menos que ela consiga um pássaro que possui um poderoso grito capaz de quebrar todo esse vidro. Nota: Episódio baseado em uma história de Carl Barks.                                                                                       |    |                                                                      |                             |
| 91 | 16 | "Attack of the Fifty-Foot Webby - O Ataque da Patrícia de 50 Metros" | 16 de novembro de 1989      |
| Patrícia, que tem se sentido ignorada pela família, acaba se transformando em uma gigante, depois de cair em uma piscina misteriosa na selva. Então, o Tio Patinhas, junto com o Bubba e os meninos, procuram uma maneira de reverter a transformação. Ao mesmo tempo, surge um inescrupuloso dono de circo, que pretende sequestrar Patrícia para o seu novo espetáculo. |    |                                                                      |                             |
| 92 | 17 | "The Masked Mallard - O Mago Mascarado"                              | 17 de novembro de 1989      |
| Tio Patinhas decide se tornar um super-herói, após um repórter sensacionalista o difamá-lo na televisão. O Tio se torna o Mago Mascarado, o novo justiceiro de Patópolis. Além de combater o crime, ele ainda precisa limpar seu nome das acusações falsas criadas pelo repórter desonesto. |    |                                                                      |                             |
| 93 | 18 | "A DuckTales Valentine (Amour or Less) - O Dia dos Namorados"        | 11 de fevereiro de 1990     |
| Tio Patinhas consegue as flechas mágicas que pertencem a Afrodite, deusa do amor. Os dois acabam se apaixonando e isso acaba gerando uma série de confusões. |    |                                                                      |                             |

## 4ª temporada
| № | # | Titulo                                                     | Dia de Transmissão original |
| --- | - | ---------------------------------------------------------- | --------------------------- |
| 94 | 1 | "Ducky Mountain High - As Pato Montanhas"                  | 10 de setembro de 1990      |
| Tio Patinhas descobre que existe um terreno cheio de árvores de ouro no Klondike e decide ir para lá, afim de obter tudo. Contudo, quando chega lá, descobre que essas terras pertencem a sua antiga namorada, Dora Cintilante. Para piorar as coisas, Mac Mônei também aparece por lá, querendo as mesmas terras. Agora, Patinhas precisa saber negociar muito bem para conseguir as árvores de ouro. |   |                                                            |                             |
| 95 | 2 | "Attack of the Metal Mites - O Ataque dos Cupins de Metal" | 18 de setembro de 1990      |
| Mac Mônei manda seus cientistas criarem cupins mutantes que se alimentam de metal, para acabarem com a Caixa-Forte do Tio Patinhas. Esses cupins conseguem devorar o traje do Robopato e agora sobra apenas o Patralhão, que deve encontrar confiança em si mesmo e bolar um plano, parar então acabar com os terríveis insetos. |   |                                                            |                             |
| 96 | 3 | "The Duck Who Knew Too Much - O Pato que Sabia Demais"     | 26 de setembro de 1990      |
| Patralhão, que tirou férias injustamente fingindo que estava doente, descobre que uma organização internacional pretende roubar o ouro do Tio Patinhas. Ele junto com sua namorada Gandra, tentam impedir os vilões. Ausentes: Huguinho, Zezinho e Luisinho |   |                                                            |                             |
| 97 | 4 | "New Gizmo-Kids on the Block - Robopatinhos na Área"       | 05 de novembro de 1990      |
| A mãe do Patralhão acidentalmente encolhe o traje do Robopato, e agora, ele pode ser usado pelos sobrinhos do Tio Patinhas. |   |                                                            |                             |
| 98 | 5 | "Scrooge's Last Adventure - A Última Aventura do Patinhas" | 17 de novembro de 1990      |
| Os meninos quebram o relógio do Tio Patinhas e o levam para o conserto sem que ele descubra. Contudo, quando o relojoeiro telefona para o Tio Patinhas falando sobre o horrível estado do relógio, o Tio se confunde e pensa que está falando com seu médico, acreditando assim, que tem poucos dias de vida. Deprimido, o Tio Patinhas resolve proteger ainda mais a sua fortuna, pois ele a deixará de herança para os seus três sobrinhos. No entanto, Patinhas perde todo o seu dinheiro devido a um vírus de computador. Com a ajuda do Pardal, ele e Patralhão conseguem viajar virtualmente dentro do computador, afim de recuperar sua fortuna de volta. |   |                                                            |                             |
| 99 | 6 | "The Golden Goose (Part 1) - O Ganso de Ouro (Parte 1)"    | 27 de novembro de 1990      |
| Dijon, um ladrãozinho de segunda, acaba se juntando a Irmandade do Ganso, um grupo dedicado a proteger o Ganso Dourado (um ganso que pode transformar qualquer coisa em ouro), liderado por seu irmão Poupon. Dijon pega o ganso "emprestado", mas acidentalmente o perde e ele cai nas mãos do Tio Patinhas. Ao descobrir o segredo do ganso, Tio Patinhas começa a transformar tudo em ouro. Porém, ele acaba perdendo o ganso para os Irmãos Metralha, que foram enviados por Mac Mônei para roubá-lo. Para piorar as coisas, Huguinho, Zezinho e Luisinho são transformados em ouro.                                                                         |   |                                                            |                             |
| 100 | 7 | "The Golden Goose (Part 2) - O Ganso de Ouro (Parte 2)"    | 28 de novembro de 1990      |
| Tio Patinhas, Capitão Bóing, Dijon e Poupon tentam recuperar o Ganso de Ouro do Mac Mônei e dos Irmãos Metralha. No entanto, o ganso começa a realizar as suas transformações o que pode ocasionar no fim do mundo. Eles precisam capturar o Ganso de Ouro e colocá-lo de volta à fonte antes que seja tarde demais. |   |                                                            |                             |

## DuckTales, o Filme: O Tesouro da Lâmpada Perdida
DuckTales o Filme: O Tesouro da Lâmpada Perdida é um filme baseado em DuckTales. Foi lançado pela Walt Disney Pictures em 03 de agosto de 1990. Apesar de ter sido lançado nos cinemas, não é considerado parte da série Clássicos da Disney, como foi produzido pela Walt Disney Television Animation estúdios de Walt Disney Animation France e DisneyToon Studios.